# برانکا پتریچ
برانکا پتریچ (صربی: Branka Petrić؛ زادهٔ ۱۷ آوریل ۱۹۳۷) بازیگر اهل صربستان است.
از فیلم‌ها یا برنامه‌های تلویزیونی که وی در آن نقش داشته‌است، می‌توان به بانو مکبث سیبریایی و جاسوس بالکانی اشاره کرد.